# Rhodocyrtus cribripennis
Rhodocyrtus cribripennis – gatunek chrząszcza z rodziny tutkarzowatych i podrodziny Rhynchitinae.
Gatunek ten został opisany w 1869 roku przez Jules Desbrochersa des Logesa jako Rhynchites cribripennis.
Ciało czerwone, przylegająco i krótko owłosione. Długość szczecin równa odległości między punktami w rzędach pokryw. Pierwsze dwa człony buławki czułków dłuższe niż szersze. Tarczka gęsto, biało owłosiona.
Znaną rośliną żywicielską jest oliwka europejska. Znajdowany też na dębie skalnym.
Chrząszcz palearktyczny, znany z Chorwacji, Korsyki, Krety, południowej Rosji, Włoch, Sycylii, Grecji, Cypru, Turcji, Libanu, Syrii i Izraela.